# József Ember
József Ember (Soroksár, 15 marzo 1908 – Norimberga, 8 dicembre 1982) è stato un allenatore di calcio e calciatore ungherese, di ruolo attaccante.

## Carriera
Giocò la maggior parte della sua carriera nel Budai 11. Da allenatore guidò squadre ungheresi e cecoslovacche, prime di passare alla guida di diverse selezioni nazionali in Asia ed in Africa. Fu allenatore della Nigeria alle Olimpiadi del 1968.